# Альпійська галка
Альпійська галка (Pyrrhocorax) — рід горобцеподібних птахів родини воронових (Corvidae). Має два види.

## Поширення
Рід має палеарктичне поширення, причому два види населяють гірські райони значної частини Південної Європи, Північної Африки, Близького Сходу та Центральної Азії, аж до Тибету.
Обидва види мешкають у гірському середовищі, гніздячись на висоті до 8000 м (вище, ніж будь-який інший вид птахів). Клушиця також живе на морських скелях, тоді як альпійська галка воліє до життя у високих горах.

## Види
- Клушиця (Pyrrhocorax pyrrhocorax)
- Галка альпійська (Pyrrhocorax graculus)